# Wasserburg Brand
Die Wasserburg Brand ist eine abgegangene Wasserburg am Steppbach im Gemeindeteil Brand des Marktes Eckental im Landkreis Erlangen-Höchstadt in Bayern.

## Geschichte
Die Wasserburg wurde um 1200 entweder von den Ministerialen von Hetzelsdorf oder den Reichsministerialen von Brand, die mit „Leupoldus de Brant“ erstmals 1265 im Umkreis von Nürnberg als Dienstmannen erschienen, erbaut. Die Burg, die im 14. Jahrhundert Sitz der Hetzeldorfer war, wurde 1504 erstmals in deren Besitz erwähnt verfiel nach 1500, möglicherweise nach Zerstörungen im Zweiten Markgrafenkrieg. Von 1561 bis 1611 war die Burg im Besitz der Familie Gotzmann von Büg. 1870 wurde die Burg gänzlich abgebrochen. 

## Beschreibung
Die ehemalige Burganlage, von der heute nichts mehr zu sehen ist, befand sich nach einer Territorialkarte von 1763 auf einer Insel, die von einem tiefen künstlichen vom Steppbach gespeisten Wassergraben umgeben war. 1973 wurden im Grund des Steppbaches Quadermauerreste gefunden, die auf einen turmähnlichen Bau schließen lassen.